# Borås Arena

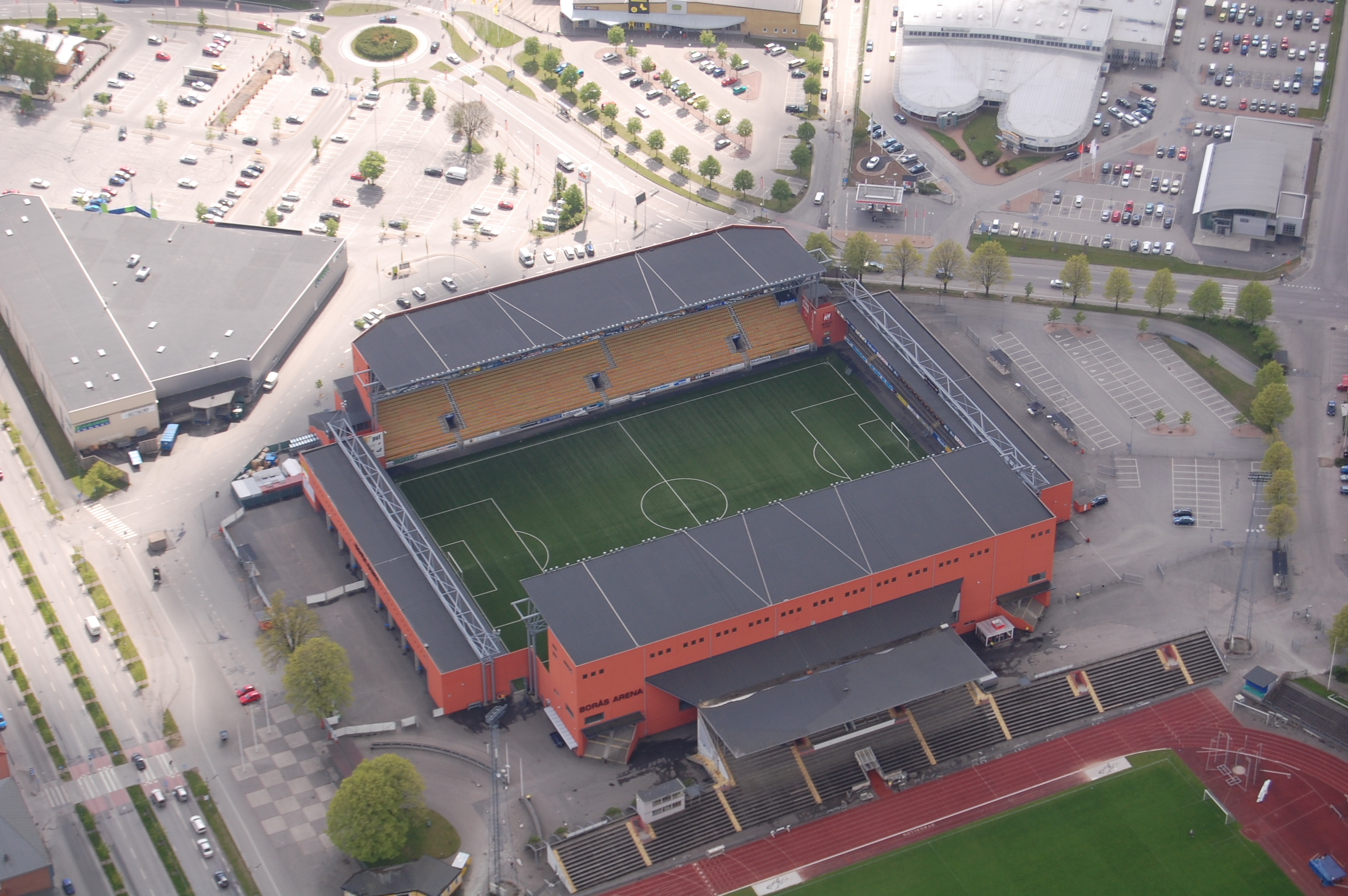
Lo stadio visto dall'alto. In basso si intravede il precedente impianto.

La Borås Arena è uno stadio situato nella città svedese di Borås, nella Svezia centro-occidentale.
Inaugurato nel 2005, questa struttura (costata circa 117 milioni di corone) è stata edificata in sostituzione del precedente stadio, il Ryavallen, distante solo pochi metri. L'impianto ospita le partite interne dell'Elfsborg, squadra sei volte vincitrice del campionato svedese, e del Norrby, oggi relegato nelle serie minori.
La prima partita di campionato disputata qui è stata Elfsborg-Örgryte, giocata il 17 aprile 2005 e terminata col punteggio di 1-0. Il record di affluenza di pubblico è stato di 17 083 registrato nell'incontro del 4 luglio 2005 contro il Kalmar. Il terreno è fatto di erba sintetica, anche per permettere il mantenimento delle condizioni del manto durante il corso dell'anno. L'impianto viene inoltre utilizzato per lo svolgimento di eventi musicali e concerti. La capienza massima può arrivare fino a 17 800 persone circa.
Nel 2007 la Borås Arena era stata scelta dalla federcalcio svedese per ospitare i Campionati europei di calcio Under-21 2009 insieme alle città di Göteborg, Helsingborg e Malmö, ma nell'agosto 2008 la stessa Federcalcio svedese l'ha sostituita con l'Örjans Vall di Halmstad.
Il 6 luglio 2019 ha ospitato le finali dei campionati svedesi di football americano maschile e femminile.

## Football americano

### Superserien
| Borås 6 luglio 2019 XXXIV SM-Finalen | Stockholm Mean Machines | 49 – 35 | Carlstad Crusaders | Borås Arena |